# Джоаннетти, Андреа
Андреа Джоаннетти (итал. Andrea Gioannetti; 6 января 1722, Болонья, Папская область — 8 апреля 1800, там же) — итальянский кардинал, камальдул. Титулярный епископ Имерии и апостольский администратор Болоньи с 29 января 1776 по 15 декабря 1777. Архиепископ Болоньи с 15 декабря 1777 по 8 апреля 1800. Кардинал in pectore с 23 июня по 15 декабря 1777. Кардинал-священник с 15 декабря 1777, с титулом церкви Санта-Пуденциана с 30 марта 1778.